# Regierung Barton

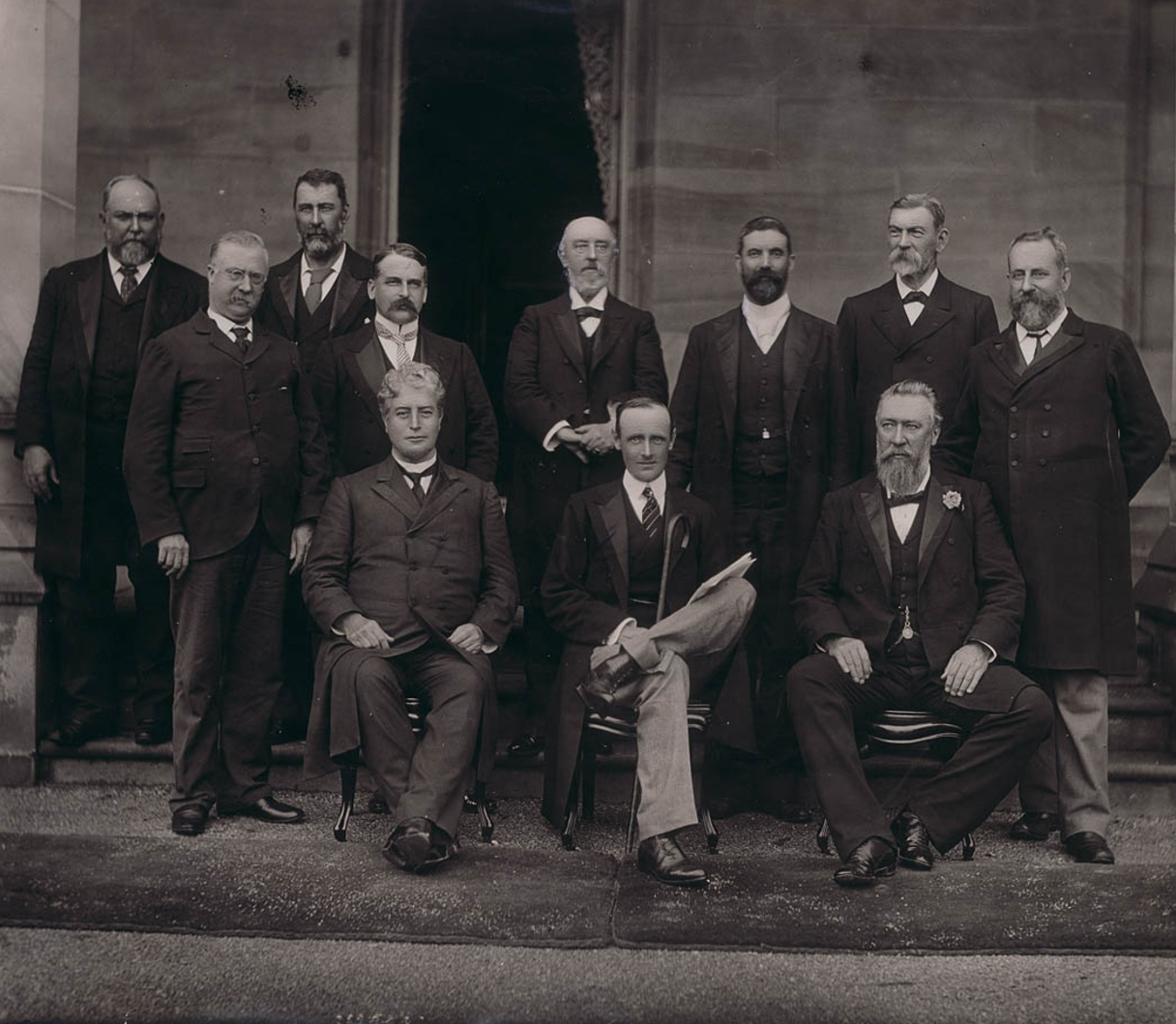
Regierung Barton: Stehend (von links nach rechts) John Forrest, George Turner, Richard O’Connor, Elliott Lewis, James Robert Dickson, Alfred Deakin, Alexander Budge (Clerk of the Executive Council), Charles Kingston sitzend (von links nach rechts) Edmund Barton, Lord Hopetoun, William Lyne

Die Regierung Barton war die erste Regierung des am 1. Januar 1901 gebildeten Commonwealth of Australia. Sie amtierte vom 1. Januar 1901 bis zum 24. September 1903.
Üblicherweise wird der Führer der größten Partei im Repräsentantenhaus mit der Regierungsbildung beauftragt. Da die ersten Wahlen zum australischen Parlament erst am 29./30. März stattfanden, beauftragte der designierte Generalgouverneur Earl of Hopetown, der am 15. Dezember 1900 in Sydney eintraf, den Premierminister des bevölkerungsreichsten Bundesstaates New South Wales, William Lyne, mit der Bildung einer Regierung. Lynne, der ein Gegner der Federation, der Vereinigung der australischen Kolonien, war, stieß auf den Widerstand der führenden Federalists, die sich weigerten, einer Regierung unter seiner Führung anzugehören. Daraufhin wurde der Federalist Edmund Barton am 24. Dezember mit der Regierungsbildung beauftragt und stellte sein Kabinett am folgenden Tag vor.
Alle Minister gehörten der Protectionist Party an, die Schutzzölle zum Schutz der heimischen Industrie befürwortete. Bei der Parlamentswahl wurde die Protectionist Party mit 31 von 75 Sitzen stärkste Partei im Repräsentantenhaus, war jedoch auf die Unterstützung der Labour Party angewiesen.
Barton trat am 23. September 1903 zurück um Richter am High Court of Australia zu werden. Sein Nachfolger als Premierminister wurde Generalstaatsanwalt Deakin.

## Ministerliste
| Amt                                 | Minister             | Amtszeit                             | Bild |
| ----------------------------------- | -------------------- | ------------------------------------ | ---- |
| Premierminister und Außenminister   | Edmund Barton        | 1. Januar 1901 – 24. September 1903  |      |
| Generalstaatsanwalt                 | Alfred Deakin        | 1. Januar 1901 – 24. September 1903  |      |
| Innenminister                       | William Lyne         | 1. Januar 1901 – 11. August 1903     |      |
| Innenminister                       | John Forrest         | 11. August 1903 – 24. September 1903 |      |
| Schatzminister                      | George Turner        | 1. Januar 1901 – 24. September 1903  |      |
| Minister für Handel und Zölle       | Charles Kingston     | 1. Januar 1901 – 24. Juli 1903       |      |
| Minister für Handel und Zölle       | William Lyne         | 11. August 1903 – 24. September 1903 |      |
| Verteidigungsminister               | James Robert Dickson | 1. Januar 1901 – 10. Januar 1901     |      |
| Verteidigungsminister               | John Forrest         | 17. Januar 1901 – 10. August 1903    |      |
| Verteidigungsminister               | James Drake          | 10. August 1903 – 24. September 1903 |      |
| Generalpostmeister                  | John Forrest         | 1. Januar 1901 – 17. Januar 1901     |      |
| Generalpostmeister                  | James Drake          | 5. Bebruar 1901 – 10. August 1903    |      |
| Generalpostmeister                  | Philip Fysh          | 10. August 1903 – 24. September 1903 |      |
| Vizepräsident des Executive Council | Richard O’Connor     | 1. Januar 1901 – 24. September 1903  |      |
| Minister ohne Portfolio             | Elliott Lewis        | 1. Januar 1901 – 23. April 1901      |      |
| Minister ohne Portfolio             | Philip Fysh          | 26. April 1901 – 10. August 1903     |      |

## Veränderungen
- Verteidigungsminister James Robert Dickson verstarb am 10. Januar 1901.[4] Ihm folgte der bisherige Generalpostmeister John Forrest, der durch den neu ins Kabinett eintretenden Richard Drake ersetzt wurde.
- Elliott Lewis, Premierminister von Tasmanien und Minister ohne Portfolio, kandidierte nicht fürs Parlament und schied am 23. April aus der Regierung aus.[5] Im folgte Philip Fysh.
- Der Minister für Handel und Zölle, Charles Kingston, trat am 24. Juli 1903 zurück. Ursache war ein erbitterter Streit im Kabinett um die Einführung einer Schlichtung und Schiedsgerichtsbarkeit in Arbeitsfragen den  conciliation and arbitration bill und die Anwendung des Gesetzes auf englische und ausländische Seeleute, die im Küstenhandel tätig waren. Auf der Gegenseite standen Verteidigungsminister Forrest, der von Premierminister Barton unterstützt wurde.[6] Dies hatte eine Umverteilung der Kabinettsposten zur Folge: Innenminister Lynne folgte Kingston, Verteidigungsminister Forrest wechselte insInnenresort, der bisherige Generalpostmeister Drake übernahm das Verteidigungsministerium und Fysh, bislang ohne Portfolio, wurde Generalpostmeister.